# Laura Ahtime
Laura Marie-Thérèse Ahtime là giám đốc điều hành của Cục Thống kê Quốc gia Seychelles. 
Ahtime đã làm việc ở Cục trước khi kiếm được bất kỳ bằng cấp đại học nào, và sau khi làm việc ở đó khoảng ba năm, bà đã đến Đại học Botswana, nơi bà đọc số liệu thống kê trong bốn năm. Sau đó, bà lấy bằng thạc sĩ Kinh tế Phát triển Định lượng tại Đại học Warwick, dưới sự hỗ trợ của Học bổng Chevening. Trở lại Cục Thống kê Quốc gia Seychelles một lần nữa sau khi học,  cuối cùng, bà được thăng chức tổng giám đốc,  và sau đó trở thành giám đốc điều hành vào năm 2010. Bà trở thành nữ giám đốc điều hành đầu tiên của Cục, thậm chí mặc dù toàn bộ Cục có "rất nhiều phụ nữ thống trị". 
Dưới sự lãnh đạo của Ahtime, Seychelles, trong những năm qua không coi số liệu thống kê là quan trọng, đã sử dụng công trình của Cục, bởi các cơ quan chính phủ và báo chí và trong quan hệ quốc tế.  Ahtime đã thúc đẩy Seychelles trở thành một phần của Hệ thống phổ biến dữ liệu chung của Quỹ tiền tệ quốc tế,  và đăng ký Tiêu chuẩn phổ biến dữ liệu đặc biệt của Quỹ tiền tệ quốc tế.  Bà cũng xuất bản tập bản đồ dân số và điều tra dân số đầu tiên của Seychelles,  và theo dõi số lượng khách du lịch đến thăm Seychelles. 
Ahtime là một thành viên được bầu của Viện Thống kê Quốc tế. 